# アルファスタント
アルファスタント (ALPHA STUNTS) は、日本のスタントチーム。ワイヤー・ワークを特徴とする。

## 概要
1991年（1992年とも）に倉田アクションクラブ出身のスタントマンである坂本浩一、小池達朗、野口彰宏によって設立された。デビュー作は映画『ガイバー/ダークヒーロー』。スクリーミング・マッド・ジョージの紹介により、同作品の監督であるスティーブ・ワンにデモ映像を見てもらい、起用が決定した。その後も、ワンが監督する作品のアクションを基本的に担当している。
アメリカ合衆国を中心に活動した後、2003年に東京都杉並区に有限会社アルファスタントを設立し、日本での活動を本格化させる。
支部はカリフォルニア州ロサンゼルス（以前は本部）、ニュージーランド、ブルガリアにある。
1996年頃に帯金伸行により兄弟会社「オメガプロモーション」が設立されている。
2014年11月、杉並区清水にアルファスタントジムを開設した。

## 所属スタントマン
- 坂本浩一
- 小池達朗（代表）
- 野口彰宏
- 中村忠弘
- 大石将史

## 過去の所属者
- 帯金伸行（フリー）
- 杉口秀樹（フリー）
- 砂押裕美（現所属 - BOSアクションユニティ）

## 参加作品

### テレビドラマ
1994年
- パーチャル戦士トゥルーパーズ

1995年
- マイティ・モーフィン・パワーレンジャー（スタント・コレオグラファー）※第107話以降

1996年
- パワーレンジャー・ジオ（スタント・コレオグラファー）

1997年
- パワーレンジャー・ターボ（スタント・コレオグラファー）

1998年
- パワーレンジャー・イン・スペース（スタント・コレオグラファー）

1999年
- パワーレンジャー・ロスト・ギャラクシー（スタント・コレオグラファー）

2000年
- パワーレンジャー・ライトスピード・レスキュー（スタント・コレオグラファー）

2001年
- パワーレンジャー・タイムフォース（スタント・コレオグラファー）

2002年
- パワーレンジャー・ワイルドフォース（スタント・コレオグラファー）

2003年
- パワーレンジャー・ニンジャストーム

2004年
- パワーレンジャー・ダイノサンダー

2005年
- パワーレンジャー・S.P.D.

2006年
- パワーレンジャー・ミスティックフォース

2007年
- パワーレンジャー・オペレーション・オーバードライブ
- ULTRASEVEN X

2008年
- KAMEN RIDER DRAGON KNIGHT（スタント・コレオグラファー）
- ウルトラギャラクシー大怪獣バトル NEVER ENDING ODYSSEY

2008年
- パワーレンジャー・ジャングルフューリー

2009年
- パワーレンジャー・RPM

2010年
- 大魔神カノン

2011年
- 海賊戦隊ゴーカイジャー（ワイヤーアクション）
- パワーレンジャー・サムライ
- 妖怪人間ベム

2012年
- パワーレンジャー・スーパーサムライ

2013年
- パワーレンジャー・メガフォース

2014年
- ウルトラマンギンガS

2015年
- ウルトラマンX

### 映画
1994年
- ガイバー/ダークヒーロー

1995年
- パワーレンジャー・映画版（応援[14]）

1997年
- パワーレンジャー・ターボ・映画版・誕生!ターボパワー

2000年
- ウィケッド・ゲーム（スタント・コーディネイト、ファイト・コーディネイト、製作）※AACと共同

2001年
- シャドー・フューリー（スタント・コーディネイト）

2004年
- デビルマン

2008年
- 少林少女

2009年
- 大怪獣バトル ウルトラ銀河伝説 THE MOVIE

2010年
- 仮面ライダーW FOREVER AtoZ/運命のガイアメモリ

2011年
- 仮面ライダー×仮面ライダー フォーゼ&オーズ MOVIE大戦MEGA MAX

2012年
- 仮面ライダーフォーゼ THE MOVIE みんなで宇宙キターッ!
- 仮面ライダー×仮面ライダー ウィザード&フォーゼ MOVIE大戦アルティメイタム

2015年
- 劇場版 ウルトラマンギンガS 決戦!ウルトラ10勇士!!

2016年
- 仮面ライダー平成ジェネレーションズ Dr.パックマン対エグゼイド&ゴーストwithレジェンドライダー（ワイヤーコーディネイター）

### オリジナルビデオ
2011年
- 仮面ライダーW RETURNS
  - 仮面ライダーアクセル
  - 仮面ライダーエターナル

### ゲーム
2006年
- 龍が如く